# Gyselle Silva
Gyselle de la Caridad Silva Franco (ur. 29 października 1991) – kubańska siatkarka, grająca na pozycji atakującej. W sezonie 2020/2021 nie grała w żadnym klubie, gdyż zaszła w ciążę.
Na początku kwietnia 2018 roku w lidze filipińskiej jako zawodniczka Smart Prepaid Giga Hitters w meczu z Cocolife-United VC zdobyła 56 punktów.
7 stycznia 2025 w meczu ligi południowokoreańskiej w barwach GS Caltex Seoul KIXX przeciwko drużynie Incheon Heungkuk Life Pink Spiders zdobyła 51 punktów.

## Sukcesy klubowe
Mistrzostwo Azerbejdżanu:
- 2015

Superpuchar Polski:
- 2019

Puchar Polski:
- 2020

Mistrzostwo Polski:
- 2020

Puchar Grecji:
- 2023[7]

## Sukcesy reprezentacyjne
Mistrzostwa Ameryki Północnej, Środkowej i Karaibów:
- 2009, 2011

Volley Masters Montreux:
- 2010

Igrzyska Panamerykańskie:
- 2011

Puchar Panamerykański:
- 2012

## Nagrody indywidualne
- 2009: Najlepsza serwująca Mistrzostw Świata Juniorek
- 2011: Najlepsza serwująca Igrzysk Panamerykańskich
- 2012: Najlepsza blokująca Pucharu Borysa Jelcyna
- 2019: MVP Superpucharu Polski
- 2020: MVP Pucharu Polski